# Combat de Javené
Chouannerie
Batailles
Le combat de Javené a lieu en avril 1794 lors de la Chouannerie. Il s'achève par la victoire des chouans qui mettent en fuite un détachement républicain près du bourg de Javené.

## Déroulement
Le déroulement de ce combat est rapporté par l'officier chouan Toussaint du Breil de Pontbriand, dans ses mémoires. Celui-ci le place à la date du 7 avril 1794,,.
Selon son récit, une troupe de 120 chouans commandées par Aimé Picquet du Boisguy se porte ce jour-là dans la commune de Javené, à cinq kilomètres au sud de la ville de Fougères. Une heure après leur entrée, ceux-ci sont prévenus de l'arrivée de 300 hommes de troupes de ligne,. Les chouans sortent alors du bourg et s'embusquent derrière un fossé qui borde la route,. Lorsque les républicains font leur apparition, les chouans ouvrent le feu à bout portant, puis se jettent sur eux en poussant de grands cris,. Complètement surpris, les républicains prennent aussitôt la fuite et sont poursuivis jusque dans les faubourgs de Fougères,.
Boisguy et ses hommes se retirent ensuite sur La Selle-en-Luitré, à une dizaine de kilomètres à l'est de Javené,. Cependant, ils sont suivis par un patriote du pays qui alerte ensuite la garnison de Fougères,. Les républicains sortent alors de la ville avec 800 hommes, mais les chouans parviennent à s'enfuir peu de temps avant que le village ne soit cerné,. Seul un détachement de 50 hussards tombe sur les chouans au débouché d'une lande, mais il prend la fuite après avoir essuyé une décharge qui blesse plusieurs chevaux,.
Les chouans s'embusquent alors de l'autre côté d'une petite rivière afin d'y attendre leurs poursuivants, mais ces derniers abandonnent la poursuite à cause de l'approche de la nuit et se retirent sur Fougères,. 

## Pertes
Selon Toussaint du Breil de Pontbriand, les chouans ne déplorent aucune perte, tandis que les républicains perdent 120 hommes dans le combat à Javené et dix hussards près de La Selle,,.

## Suites
Le 26 juin 1794, un autre combat a lieu dans la commune de Javené,. Les républicains laissent six morts, dont cinq hommes du 12e bataillon d'Orléans et un civil de Fougères,,. Les corps sont enterrés le jour même dans le cimetière de Fougères,.